# Vugar Gașimov
Vugar Gașimov (în azeră Vüqar Həşimov; n. 24 iulie 1986, Bakı, Republica Sovietică Socialistă Azerbaidjană – d. 11 ianuarie 2014, Heidelberg, Germania) a fost un mare maestru azer de șah. A fost și un cunoscut jucător de șah rapid. Cea mai bună clasare a sa la acest tip de șah a fost locul 6 în lume, obținut în noiembrie 2009.
El a câștigat la turneul internațional Acropole de la Atena din 2005 (Acropole Internaționale), și turneul de la Reggio Emilia din sezonul 2010-2011, unde a terminat la egalitate cu Francisco Vallejo Pons.

## Biografie
Gașimov s-a născut pe 24 iulie 1986 în Baku. El a fost fiul unui colonel în rezervă care a lucrat în cadrul Ministerului Apărării din Azerbaidjan.

## Cariera în șah
În 2010, Gașimov a câștigat turneul de șah de la Reggio Emilia.

### Competiții pe echipe
Gașimov a reprezentat Azerbaidjanul în Olimpiadele de șah din anii 2002, 2004, 2006 și 2008. El a făcut parte din echipa azeră medaliată cu aur la Campionatul European de Șah de la Novi Sad, în 2009, alături de Șahriar Mamediarov, Teimur Radjabov, Rauf Mammadov și Gadir Guseinova, câștigând anterior medalia de bronz în 2007.
În 2010 nu și-a reprezentat țara la Olimpiada de Șah de la Hantî-Mansiisk, din cauza unui conflict cu federația națională de șah, și cu fostul antrenor al echipei Zurab Azmaiparașvili.

## Viața personală
A fost pasionat de fotbal, tenis de masă și biliard. Îi plăceau filmele cu Jackie Chan. Era impresariat de către fratele său mai mare Sarkhan, manager IT, care este de asemenea, maestru în șah.

## Decesul și urmări

### Deces
Medicii l-au diagnosticat pe Gașimov cu epilepsie în februarie 2000, și la scurt timp după aceea i-a fost descoperită o tumoare pe creier. În timp ce făcea chimioterapie într-un spital din Heidelberg, Germania, Gașimov a murit în primele ore ale zilei de 11 ianuarie 2014. El nu mai jucase într-un turneu de șah din ianuarie 2012. El a fost înmormântat pe Aleea de Onoare din Baku.
Mai mulți jucători de șah celebri precum Șahriar Mamediarov, Hikaru Nakamura, Levon Aronian, Alexandra Kosteniuk, Judit Polgár, Serghei Karjakin au ținut să-și exprime condoleanțe familiei. Un moment de reculegere s-a ținut în cadrul mai multor turnee care au avut loc în Baku în ianuarie 2014.

## In memoriam
La Memorialul Gașimov care a avut loc în Șəmkir între 19 și 30 aprilie 2014, au participat șahiști precum Magnus Carlsen, Fabiano Caruana, Șahriar Mamediarov, Teimor Radjabov, Serghei Karjakin, Hikaru Nakamura, Etienne Bacrot, Wang Hao, Rauf Mamedov, Gadir Guseinov, Pavel Eljanov, Radosław Dielman, Alexandru Motylev, Eltaj Safarii, Nijat Abasov și Vasif Durarbayli.
Pe 24 iulie 2014 a fost dezvelit un monument funerar la mormântul său de la Baku.